# المكتبة الوطنية والجامعية للبوسنة والهرسك
المكتبة الوطنية والجامعية للبوسنة والهرسك (بالبوسنية والكرواتية والصربية: Nacionalna i univerzitetka biblioteka Bosne i Hercegovine / Национална иuniversitetска блиотека Босне и Хhercegovinе) هي المكتبة الوطنية للبوسنة والهرسك ومقرها في سراييفو. خلال الحرب في البوسنة والهرسك، أثناء حصار سراييفو، وفي ليلة 25 إلى 26 أغسطس 1992، قام أفراد من جيش جمهورية صرب البوسنة بقصف مدينة فيجينيكا حيث كانت المكتبة تقع في ذلك الوقت. ونتيجة لذلك، تم تدمير العديد من مقتنياتها الأرشيفية والمكتبية.

## تاريخ
تأسست المكتبة الوطنية والجامعية في البوسنة والهرسك بموجب لائحة المكتبة الوطنية للجمهورية اليوغوسلافية، البوسنة والهرسك، التي وقعها وزير التعليم آنذاك أنتي بابيتش، والتي نشرت في الجريدة الرسمية لجمهورية البوسنة والهرسك الشعبية، في 31 أكتوبر 1945.
ينص الجزء التمهيدي من الوثيقة على ما يلي: "بناءً على سلطة الحكومة الوطنية للبوسنة والهرسك بتاريخ 9 أكتوبر 1945، أصدرت وزارة التعليم المرسوم التالي بشأن المكتبة الوطنية لجمهورية البوسنة والهرسك الشعبية".تنص المادة الأولى من هذا القانون على ما يلي: "تنشأ في سراييفو مكتبة وطنية للبوسنة والهرسك. وتخضع لإشراف وزارة التعليم. والمكتبة الوطنية هي المكتبة المركزية للجمهورية الاتحادية، البوسنة والهرسك، ويغطي نشاطها كامل أراضي البوسنة والهرسك".
المهمة التي أنشئت من أجلها هذه المؤسسة كما هو مبين في المادة 2 من النظام المذكور:"تقع على عاتق المكتبة الوطنية في سراييفو مهمة: توفير المعرفة الشاملة لقرائها حول حياة وثقافة شعوبنا، وخاصة شعوب البوسنة والهرسك، وتمكين الأفراد والمؤسسات والعمل في مجال العلوم والفنون؛ وتعزيز إنشاء وتحسين المكتبات في البوسنة والهرسك، وذلك بالاتفاق مع وزارة التعليم في جمهورية البوسنة والهرسك الشعبية."
بفضل تطورها الناجح، حصلت هذه المؤسسة على وظيفة جامعية، والتي أثبتت جدواها، لأن غالبية مستخدميها اليوم هم من العلماء والأساتذة والطلاب في جامعات البوسنة والهرسك.
توجد أرشيفات المؤرخ حمديجا كابيدزيتش في المجموعات الخاصة بالمكتبة.
في أكتوبر 1995، نُشر قانون المكتبات في الجريدة الرسمية لجمهورية البوسنة والهرسك، العدد 37/95، والذي على أساسه تعمل مكتبة البوسنة والهرسك الوطنية.

## صور

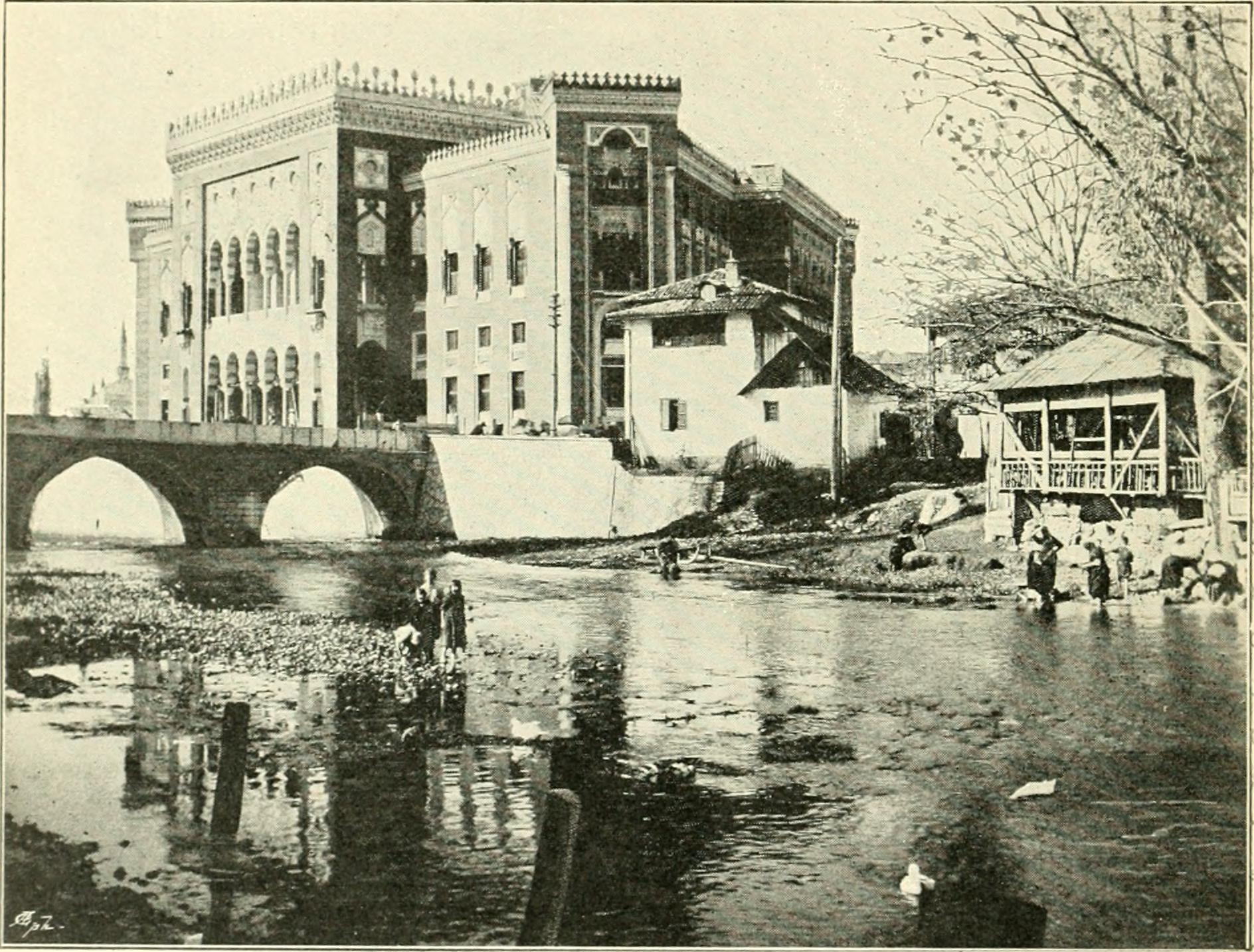
فيجينيكا في عام 1897.
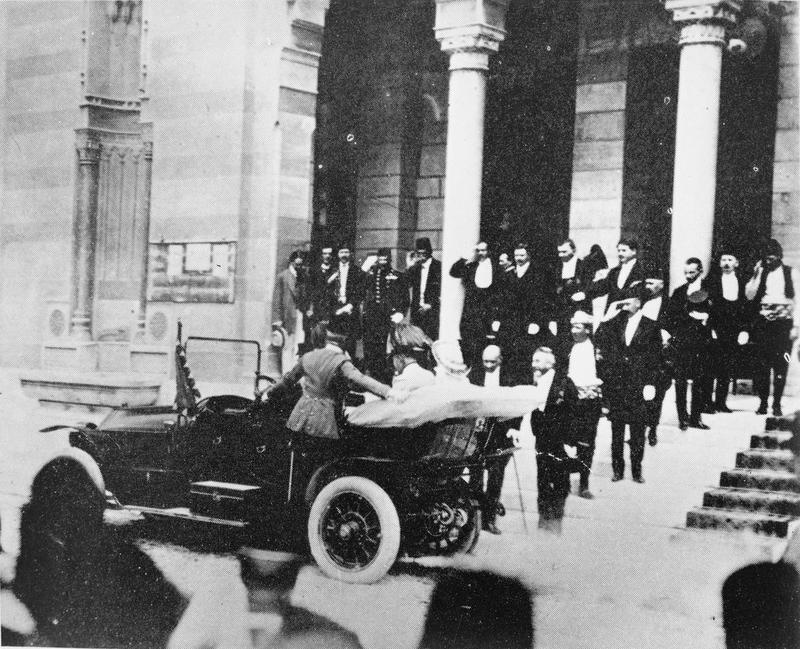
الأرشيدوق فرانتس فرديناندوزوجته صوفي يغادران قاعة مدينة سراييفو (فيجنيكا)، قبل وقت قصير من اغتيالهما في 28 يونيو 1914.
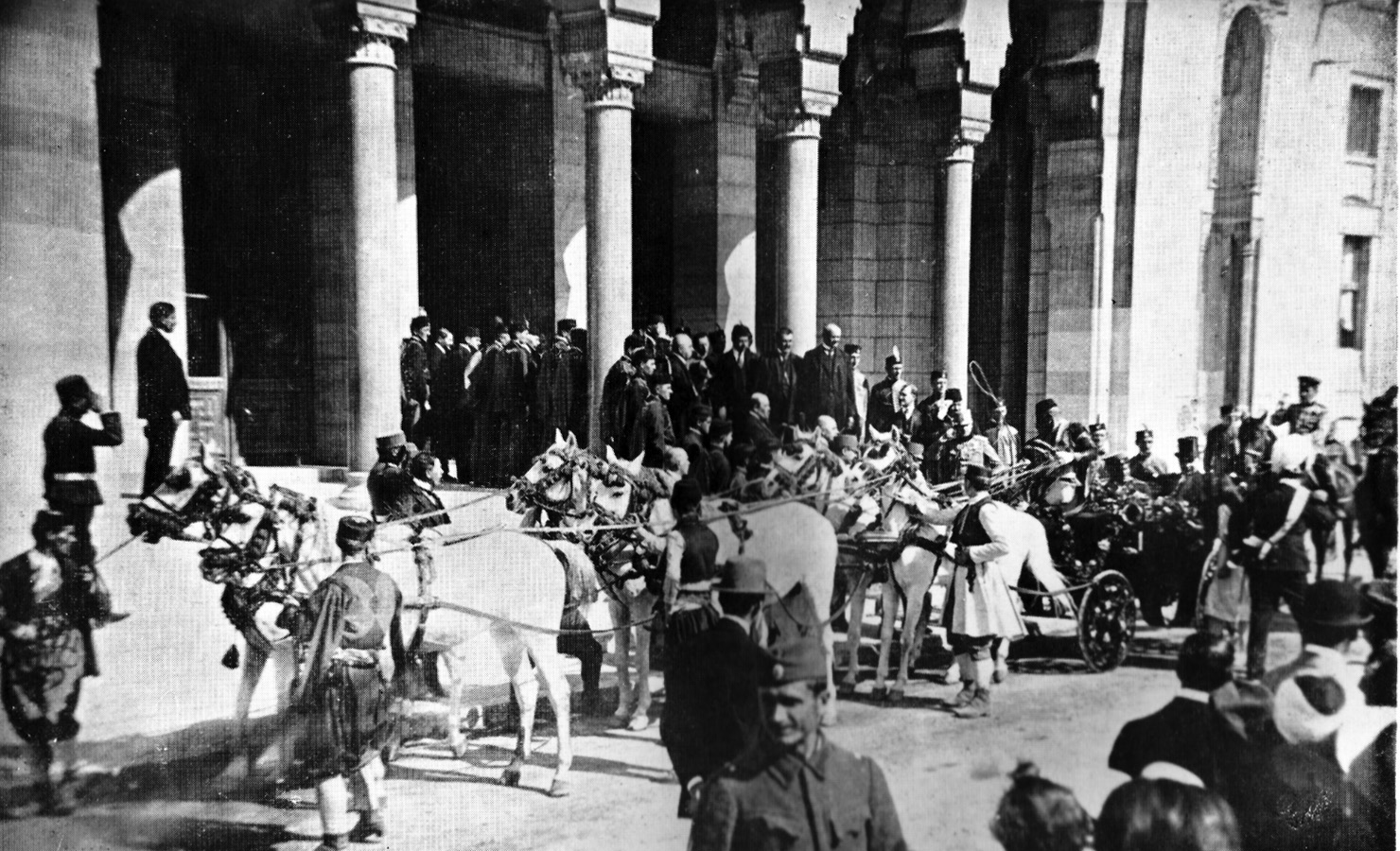
ألكسندر الأول ملك يوغوسلافيا في فيجينيكا، سنة 1920.
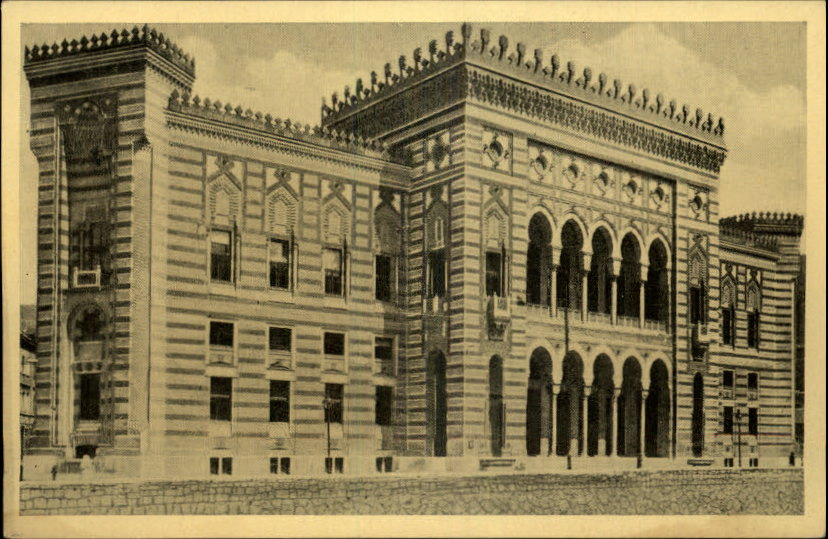
فيجينيكا عام 1941.
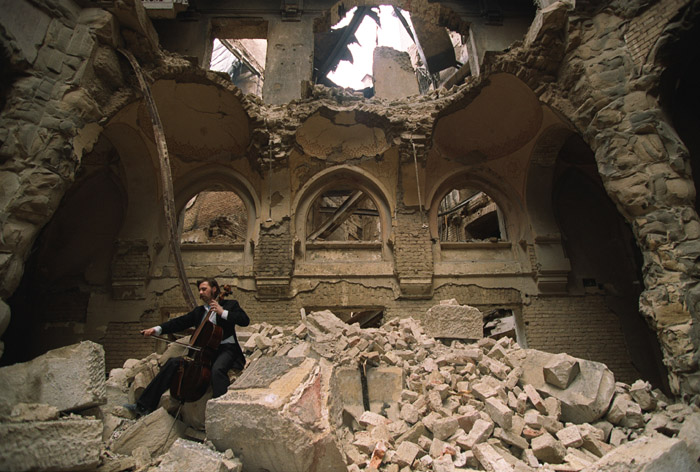
فيدان سمايلوفيتش يعزف على التشيلو وسط أنقاض المكتبة الوطنية (فيجنيكا) بعد إحراقها أثناء حصار سراييفو عام 1992.

## روابط خارجية
- الموقع الرسمي